# Adolf Ballmann
Adolf Ballmann (* 3. März 1883 in Elsenfeld, im Landkreis Miltenberg; † 6. April 1945 im KZ Dachau) war ein deutscher Schreiner, KPD-Politiker und Mitglied des Nassauischen Kommunallandtags.

## Leben
Adolf Ballmann wurde als Sohn des Landwirts Balthasar Ballmann (1848–1912) und dessen Ehefrau Walburga Hirsch (1850–1918) geboren und absolvierte nach seiner Schulausbildung eine Schreinerlehre. Er engagierte sich politisch und war in den Jahren 1922/1923 bis 1933 Mitglied der Wiesbadener Stadtverordnetenversammlung, wo er der KPD-Fraktion vorstand. 
Von 1930 bis 1933 hatte er ein Mandat für den Nassauischen Kommunallandtag des preußischen Regierungsbezirks Wiesbaden. Er war hier Vorsitzender des Geschäftsordnungsausschusses. 
1939 kam er in Schutzhaft, so in das KZ Esterwegen und in das KZ Sonnenburg. Am 16. August 1944 wurde er im Rahmen der Aktion Gitter erneut verhaftet und im KZ Dachau inhaftiert, wo er drei Wochen vor der Befreiung des Lagers durch die US-Armee an den Folgen der Haft verstarb.